# Marco Wagner
Marco Wagner (* 12. September 2003) ist ein österreichischer Fußballspieler.

## Karriere
Wagner begann seine Karriere beim SK Sturm Graz. Im September 2016 wechselte er in die Jugend des FC Admira Wacker Mödling. Bei der Admira durchlief er ab der Saison 2017/18 auch sämtliche Altersstufen in der Akademie. Zur Saison 2021/22 rückte er in den Kader der Amateure der Niederösterreicher. Für diese kam er zu 20 Einsätzen in der Regionalliga, ehe das Team nach der Saison 2021/22 vom Spielbetrieb abgemeldet wurde.
Zur Saison 2022/23 rückte er dann in den Profikader des Zweitligisten. Sein Debüt in der 2. Liga gab er im Juli 2022, als er am zweiten Spieltag jener Saison gegen den Grazer AK in der 84. Minute für Angelo Gattermayer eingewechselt wurde.